# جنگل پرتقال
جنگل پرتقال یک فیلم درام ایرانی به نویسندگی و کارگردانی آرمان خوانساریان و به تهیه‌کنندگی رسول صدرعاملی محصول سال ۱۴۰۱ بنیاد سینمایی فارابی است. این فیلم نخستین بار در چهل و یکمین دوره جشنواره بین‌المللی فیلم فجر به نمایش درآمد و در ۳ آبان ۱۴۰۲ در سینماها اکران شد.

## داستان
داستان معلمی به نام «علی بهاریان» و با نام هنری «سهراب بهاریان» است که در رشته نمایشنامه‌نویسی تحصیل کرده و حالا پس از سال‌ها بی‌کاری به تازگی در یک مدرسه به عنوان معلم ادبیات مشغول به کار شده است. معلمی آنچنان سختگیر که در عرض ۳ روز ۵ نفر را از کلاس اخراج می‌کند و حالا از طرف مدیر تهدید می‌شود که اگر تا ۲ روز دیگر مدرک تحصیلی‌اش را تحویل ندهد، عذرش را از مدرسه می‌خواهند! اینگونه است که آقای معلم علی‌رغم میل خود به شهر محل تحصیلش در «تنکابن» می‌رود و به این ترتیب فیلم بر بستر روایتگری این سفر پیگیری شده و با شکافتن شخصیت فرهیخته و معلم ادبیات، شخصیتی دیگر از او نمایان می‌شود که سال‌ها پیش در دانشگاه دختری عاشق‌پیشه را مورد آزار و اذیت قرار داده است و… 

## نظر منتقدان
- کیانوش عیاری طی یادداشتی که در صفحه خود در فضای مجازی منتشر کرده است، درباره فیلم «جنگل پرتقال» نوشت: «آرمان خوانساریان کارگردان صادقی نیست! زیرا وانمود می‌کند جوانی سی‌و‌یک‌ساله است، در‌حالی‌که فیلم خیلی خوب و دانای «جنگل پرتقال» را باید یک کارگردان پنجاه شصت ساله و البته دانا و خوش‌قریحه ساخته باشد. مقصود از این شوخی بی‌مزه این است که این فیلم دیدنیِ چند سال اخیر سینمای ایران را حتما ببینید؛ فیلمی که کارگردانی ناب و بی‌ادعای آن با فیلم‌نامه‌ای گیرا و پُرمغز، اثری یگانه را به سینمای ایران اهدا کرده است. امید که این فیلم هم، زیر چرخ‌دنده‌های سینمای خنده‌آمیز گم نشود. از این رو به مردم - به ویژه علاقه‌مندان سینما و مخاطبان باسواد - حتما توصیه می‌کنم و باز هم تکرار می‌کنم که این فیلمِ به‌شدت دانا را ببینند. با خرید یک بلیت شصت‌هزار تومانی بابت تماشای این فیلم، میلیون‌ها تومان لذت ببرید... آقای آرمان خوانساریان سی‌و‌یک یا پنجاه‌شصت‌ساله! فیلمتان یک اعجاز نایاب را در سینمای ایران دارد و آن، حس و حال گرمی است که به تماشاگرِ یخ‌زده این دوران منتقل می‌کند. [۳]

## بازیگران
- سارا بهرامی در نقش مریم سیفی
- میرسعید مولویان در نقش علی ( سهراب) بهاریان
- رضا بهبودی
- رضا عموزاد
- فراز سرابی
- داوود فتحعلی بیگی
- فرشته مرعشی
- ارشیا نیک بین
- حمیدرضا عباسی
- زینب شعبانی
- حسام نورانی

## تولید
رسول صدرعاملی تهیه‌کننده فیلم گفت: «برآورد فیلم هفت میلیارد تومان بود که ۷۰ درصد آن را بنیاد سینمایی فارابی سرمایه‌گذاری کرد و ۳۰ درصد آن را من پرداخت کردم.» همچنین مراحل پیش‌تولید چهار ماه زمان برد و فیلمبرداری در ۳۵ جلسه به پایان رسید. شهرستان تنکابن نیز مکان فیلم‌برداری پروژه بود.

## جوایز و نامزدی‌ها
| مراسم                        | تاریخ برگزاری | رده                                   | نامزد            | نتیجه    | منبع        |
| ---------------------------- | ------------- | ------------------------------------- | ---------------- | -------- | ----------- |
| چهل و یکمین جشنواره فیلم فجر | ۲۲ بهمن ۱۴۰۱  | بهترین نقش اول زن                     | سارا بهرامی      | نامزدشده | [ ۵ ] [ ۶ ] |
| چهل و یکمین جشنواره فیلم فجر | ۲۲ بهمن ۱۴۰۱  | بهترین نقش اول مرد                    | میرسعید مولویان  | نامزدشده | [ ۵ ] [ ۶ ] |
| چهل و یکمین جشنواره فیلم فجر | ۲۲ بهمن ۱۴۰۱  | بهترین فیلم اول                       | آرمان خوانساریان | نامزدشده | [ ۵ ] [ ۶ ] |
| بیست و سومین دوره جشن حافظ   | ۳ آذر ۱۴۰۳    | بهترین فیلم                           | رسول صدرعاملی    | نامزد    | [ ۷ ]       |
| بیست و سومین دوره جشن حافظ   | ۳ آذر ۱۴۰۳    | بهترین کارگردانی                      | آرمان خوانساریان | نامزد    | [ ۷ ]       |
| بیست و سومین دوره جشن حافظ   | ۳ آذر ۱۴۰۳    | بهترین فیلمنامه                       | آرمان خوانساریان | برنده    | [ ۷ ]       |
| بیست و سومین دوره جشن حافظ   | ۳ آذر ۱۴۰۳    | بهترین بازیگر مرد                     | میرسعید مولویان  | نامزد    | [ ۷ ]       |
| بیست و سومین دوره جشن حافظ   | ۳ آذر ۱۴۰۳    | بهترین بازیگر زن                      | سارا بهرامی      | نامزد    | [ ۷ ]       |
| بیست و سومین دوره جشن حافظ   | ۳ آذر ۱۴۰۳    | بهترین موسیقی متن                     | علی صمدپور       | نامزد    | [ ۷ ]       |
| بیست و سومین دوره جشن حافظ   | ۳ آذر ۱۴۰۳    | بهترین دستاورد فنی و هنری(طراحی لباس) | فراز مدیری       | نامزد    | [ ۷ ]       |